# Корнійчук Сергій Ярославович
Корнійчук Сергій Ярославович (нар. 25 червня 2004, Ковель, Україна) — український футболіст, лівий захисник житомирського «Полісся».

## Клубна кар'єра
Сергій розпочав професійну кар’єру на рідній Волині, проте вже в 17 років приєднався до «Колосу» U19. Першою дорослою командою Корнійчука був МФК «Металург» (Запоріжжя), проте здебільшого захисник грав за другу команду запоріжців. А от дебют в УПЛ для лівого оборонця відбувся минулого сезону в складі «Минаю» (всього 11 матчів та 1 гол в складі закарпатців).
З 1 липня 2024 року став гравцем Полісся Житомир. Перехід гравця з закарпатського клубу оцінили в 150 тисяч євро.